# Thermomètre de Galilée

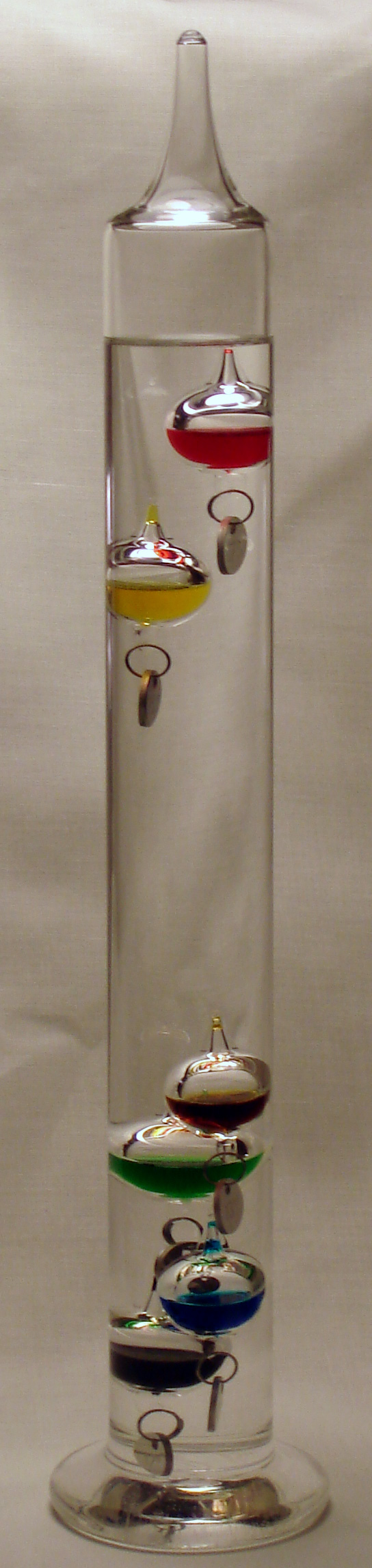
Un thermomètre de Galilée

Un thermomètre de Galilée (du nom du physicien toscan Galileo Galilei), est un thermomètre constitué d'un cylindre de verre scellé contenant un liquide transparent et une série d'objets dont les densités sont conçues pour qu'ils coulent un à un, à mesure que le liquide est chauffé et que sa densité diminue. Il est nommé en l'honneur de Galilée mais a été inventé par des membres de l'Accademia del Cimento de Florence qui incluait ses disciples Torricelli et Viviani. Une description détaillée de ce thermomètre a été publiée dans la Saggi di naturali esperienze fatte nell'Academia del Cimento sotto la protezione del Serenissimo Principe Leopoldo di Toscana e descritte dal segretario di essa Accademia (1666), la principale publication de cette académie.

## Historique
Cet instrument rend hommage au physicien italien Galileo Galilei dit « Galilée ». En effet, il aurait inventé un instrument approchant à la fin du XVIe siècle : le thermoscope. Le thermomètre conçu par Galilée se présente en réalité sous une forme très simple basée sur la dilatation d'un fluide et décrite par Castelli relatant ci-dessous une présentation de Galilée datant de 1602 - 1603 : 
« 
Ayant pris une petite carafe de verre de la grosseur d'un petit œuf de poule, dont le col, du diamètre d'une tige de blé, avait deux palmes de long; et ayant bien chauffé dans la paume de ses mains le corps de la carafe, il la renversa et en plongea le col par son orifice dans un vase plein d'eau. Aussitôt qu'il eut dégagé de ses mains le corps de la carafe, l'eau se mit à monter dans le col et s'y éleva de plus d'une palme au-dessus de son niveau dans le vase.  C'est d'après cette expérience que Galilée construit un instrument pour mesurer les degrés de chaud et de froid. »
Mais Galilée s'est aussi beaucoup intéressé aux problèmes de flottabilité et à la mesure de densité jusqu'à mettre au point une balance hydrostatique. 
Des thermomètres constitués de tubes contenant un liquide dans lequel se déplacent, selon la température,  des ampoules ou des sphères semblent exister, sous le nom de termometro infingardo dès le XVIIe siècle si l'on en croit le catalogue du musée de la science de Florence. Sa conception est en général attribuée au grand duc Ferdinand II de Médicis.

## Conception typique
Un certain nombre de poids sont en suspension dans le liquide. En général les poids sont eux-mêmes des ampoules de verre scellées et rigides contenant des liquides de différentes couleurs pour produire un effet plus attrayant. Lorsque le liquide contenu dans le cylindre subit des changements de température, sa densité se modifie. Les ampoules sont alors libres de se déplacer, de monter ou descendre pour atteindre une position où leur densité est égale à celle du milieu liquide, leur mouvement pouvant être arrêté par d'autres ampoules. Si les densités de chacune des ampoules diffèrent un tant soit peu et qu'elles se trouvent classées de sorte que la moins dense soit en haut et la plus dense au bas, elles peuvent former une échelle de températures. 
La température est généralement gravée sur un disque de métal suspendu sous chaque ampoule. En règle générale, un espace tend à séparer un groupe d'ampoules du haut d'un groupe du bas : la température doit être lue sur le disque situé à la base du groupe du haut ; si une ampoule flotte entre les deux groupes, on en déduit une température intermédiaire, un peu inférieure. Pour atteindre cet objectif, la fabrication d'un tel thermomètre doit avoir des tolérances de poids des ampoules de l'ordre du milligramme, .

## Principe de fonctionnement
Le thermomètre de Galilée fonctionne en raison du principe de flottabilité, qui détermine si un objet flotte ou bien coule dans un liquide, et fait que même des bateaux en acier peuvent flotter. Le seul facteur qui détermine si un grand objet flotte ou coule dans un liquide est la densité de l'objet par rapport à la densité du liquide dans lequel il est placé :
- si la densité de l'objet est supérieure à la densité du liquide déplacé, l'objet coule ;
- si sa densité  est inférieure, l'objet remonte vers la surface;
- si la densité de l'objet est égale à la densité du liquide déplacé, l'objet flotte.

Figure 1
Figure 2
Figure 3
Figure 4

Autrement dit :
Un cube de 10 cm d'arête déplace un litre de liquide. La masse d'eau déplacée par un tel objet dans de l'eau est de 1 kg (densité de 1 à température ambiante). Dans la figure 1, l'objet brun flotte parce que la masse d'eau qu'il déplacerait (1 kg) est supérieure à la masse de l'objet (0,5 kg). L'objet vert, à droite, coule parce que la masse d'eau qu'il déplace (1 kg) est inférieure à la masse de l'objet (2 kg). Tous les objets pleins faits de la matière verte de la figure 1 vont couler mais dans la figure 2, l'intérieur a été creusé et la masse totale du nouveau cube est maintenant de 0,5 kg sans changement de son volume : il flotte alors à moitié hors de l'eau, comme le fait l'objet brun de la figure 1, parce que sa densité a changé. 
Dans les exemples ci-dessus, le liquide dans lequel baignent les différents objets est de l'eau dont la densité n'est pas vraiment une constante. Celle-ci va diminuer lorsque la température augmente, le liquide se dilatant. C'est la clef du fonctionnement du thermomètre de Galilée. La figure 3 montre un objet creux de 1 kg fait de la matière verte. Dans le récipient de gauche, la masse volumique du liquide est 1,001 kg/litre (soit une densité de 1,001) : comme l'objet à une masse moindre que le volume d'eau qu'il déplace, il flotte. Dans le récipient de droite, la masse volumique du liquide est 0,999 kg/l : l'objet a maintenant une masse plus grande que le volume d'eau déplacé, il coule. Ceci montre que de très petites modifications de la densité du liquide peuvent amener facilement un objet quasi-flottant à couler. 
La figure 4 montre une représentation schématique d'un thermomètre de Galilée à deux températures différentes. Les petites ampoules de verre sont partiellement remplies d'un autre liquide (de couleur). Une fois les ampoules scellées, leur densité est ajustée au moyen du métal des petits disques suspendus sous elles. Même si ces ampoules se dilatent et se contractent selon l'évolution des températures, l'effet sur leur densité est négligeable. Le chauffage et le refroidissement du liquide coloré et de l'air qu'elles contiennent, ne modifiant ni la masse ni le volume des ampoules, n'ont pas d'influence sur leur densité. Le liquide transparent dans lequel baignent les ampoules n'est pas de l'eau. 

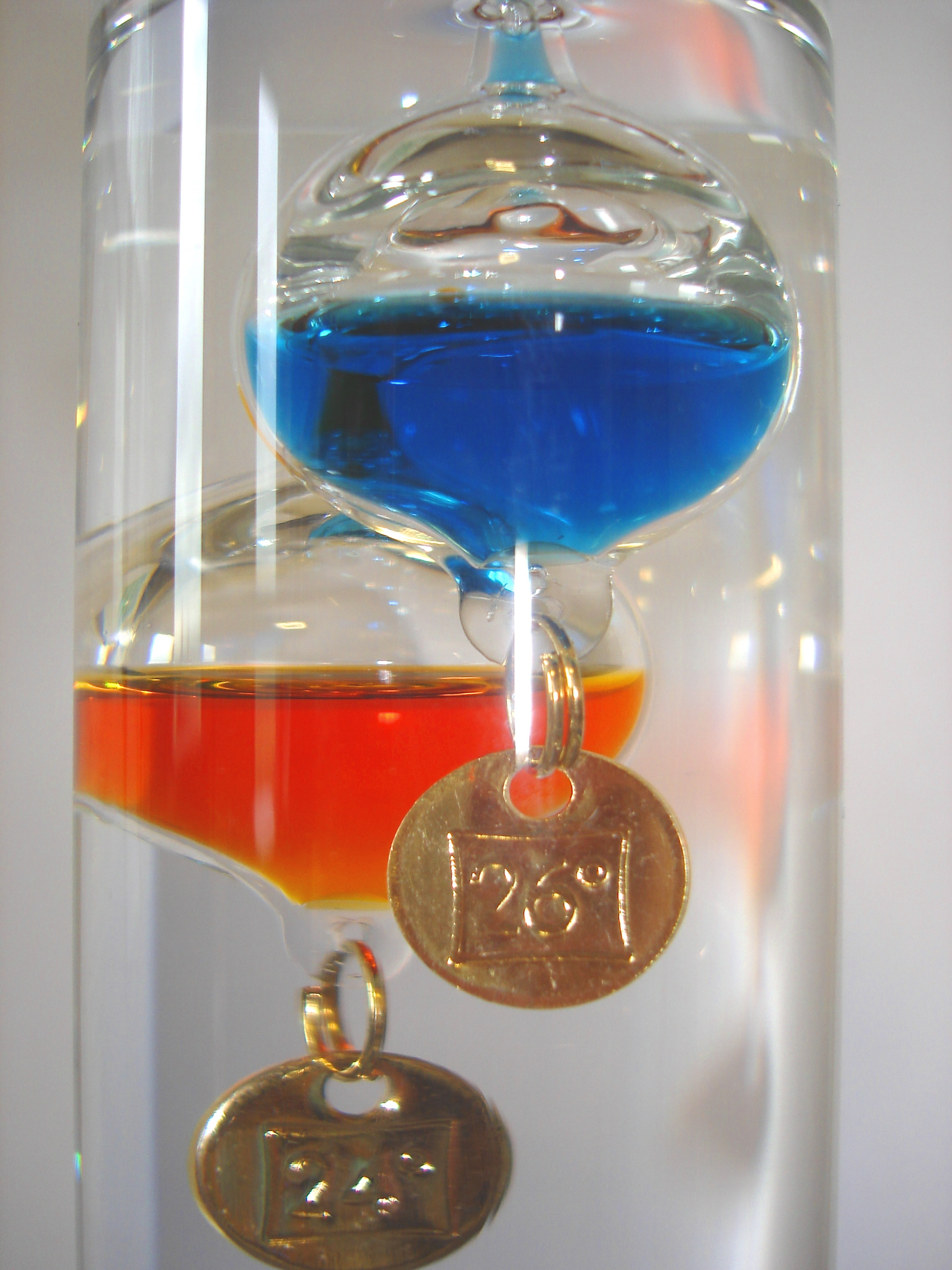
Un groupe de deux ampoules.

Les premiers thermomètres de Galilée contenaient de l'alcool plus sensible aux variations de température et moins susceptible de déposer des résidus ou de l'écume sur les ampoules ou dans le vase. Dans les thermomètres de Galilée modernes, il s'agit d'un composé inerte d'hydrocarbures, probablement choisi parce que sa densité varie avec la température plus que celle de l'eau, ou bien parce que l'eau génère sur les bords du récipient des bulles d'air qui entravent le fonctionnement. C'est le changement de densité du liquide transparent, lors des variations de température, qui détermine les mouvements verticaux des ampoules.
Dans le cas du modèle de thermomètre représenté sur les photographies, gradué de deux en deux degrés Celsius ou de quatre en quatre Fahrenheit, il est précisé par le fabricant que la différence de poids de deux ampoules consécutives est d'environ 6 mg. La température est à lire sur la médaille inférieure du groupe d'ampoules situées en haut, éventuellement minorée d'un degré Celsius (ou de deux Fahrenheit) si une ampoule est en mouvement dans l'intervalle entre les deux groupes haut et bas. La précision de l'ensemble est de l'ordre d'un degré Celsius (ou deux Fahrenheit). Bien entendu, le diamètre des ampoules et celui du tube sont prévus pour éviter tout désordre entre les ampoules qui doivent descendre les unes après les autres dans l'ordre et sans se gêner, à mesure que s'élève la température ambiante. Il faut compter aussi sur un léger retard de réaction du thermomètre aux changements de température.

## De nos jours
Les thermomètres existants ont une précision de quelques milligrammes pour les objets flottants (donc environ 0,5 °C). Il en existe à cinq, sept et huit boules principalement.  L'inconvénient est qu'on ne peut pas aller à des températures trop basses ou trop hautes. Comme pour tous les thermomètres, l'exposition au soleil fausse les résultats. 
Aujourd'hui, ils servent aussi d'objets décoratifs. Le fluide contenu dans le tube est un mélange d'hydrocarbures dont la nature exacte n'est pas divulguée ; les boules de verre sont quant à elles remplies d'eau ou d'alcool coloré.